# Humbert Camerlo
 (juillet 2020).
Si vous disposez d'ouvrages ou d'articles de référence ou si vous connaissez des sites web de qualité traitant du thème abordé ici, merci de compléter l'article en donnant les références utiles à sa vérifiabilité et en les liant à la section « Notes et références ».
Pour les articles homonymes, voir Camerlo.
Humbert Camerlo est un metteur en scène d'opéra français, né le 18 décembre 1943 à Villeurbanne et mort le 22 juillet 2020 à Castelnau-le-Lez.
Il œuvre dans des domaines variés, liés au théâtre vivant, à l'architecture, aux technologies de l'image ou à des formes d’enseignement privilégiant les disciplines croisées.

## Biographie
Il fait ses premiers pas sur les planches à l’âge de treize ans, dans le rôle de Piccolo de L'Auberge du Cheval-Blanc, entouré des vedettes d’opérettes de l’époque (Luc Barney, Marcel Merkès, Paulette Merval, le comique Marcel Rozet, les fantaisistes André Vylar et Anne Destezet). Il fait ses débuts À l’Opéra de Lyon, que dirige son père Paul Camerlo. Ses maîtres seront René Leibowitz, Maxime Descombin, Rolf Liebermann et Giorgio Strehler.
Il passe deux années en sciences économiques à l’université de Lyon, puis se consacre définitivement aux métiers du théâtre. Sa formation passe par tous les métiers de coulisses, de la machinerie, les régies, l’éclairage, la direction de scène, l'assistanat de direction, le chœur, l’acteur jusqu’à la mise en scène. Une mention de prix au conservatoire de Lyon, en trompette, ne le conduira pas jusqu’à la fosse d’orchestre, mais pour sonner dans les bandas verdiennes ou les appels de la musique de coulisses avant d’entraîner les fanfares des beaux-arts sur les routes.
Après la réalisation de sa première mise en scène, au pied levé, du Château de Barbe-Bleue de Béla Bartók à l’Opéra de Lyon en 1964 dirigé par Alain Lombard, avec Xavier Depraz et Berthe Monmart, il part pour les États-Unis. Lors de ce premier séjour à New York en 1965, il participe à des happenings avec les peintres du pop art (Robert Rauschenberg, Andy Warhol, Allan Kaprow, Carolee Schneemann ou Roy Lichtenstein). En contact avec Edgar Varèse, il fréquente les jeunes musiciens américains orbitant autour de lui et de John Cage, James Tenney, Philip Corner. Il suit les répétitions générales à l’ancien Metropolitan Opera du temps de sir Rudolf Bing.
De retour d’Amérique, il travaille comme assistant étranger polyvalent en 1965 au festival de Bayreuth, l’année du Ring mis en scène par Wieland Wagner, avec Birgit Nilsson et Wolfgang Windgassen, sous la baguette de Karl Böhm.
Il entame sa carrière de metteur en scène en travaillant sur les ouvrages lyriques contemporains, en réalisant les premières productions françaises d’œuvres de Schönberg (Erwartung, Die Glüklische Hand, The Survivor from Warsaw) en collaboration avec René Leibowitz. Il met en scène la création mondiale de l’un de ses opéras, Les Espagnols à Venise, avec dans la même soirée une production de L'Heure espagnole de Maurice Ravel, dans des décors de Claude Lévi-Strauss.
Humbert Camerlo dirige ou organise de nombreux spectacles qui vont du format confidentiel intimiste jusqu’à la fresque grand public. En 1976, il suscite et organise la première tournée outre-Atlantique de l’ensemble des Fanfares des Beaux-Arts de France ; en 1978, il réalise et coordonne l’intégrale des œuvres d’Erik Satie à la salle Favart, et en 1981 il réalise à la Fête de l'Humanité une fresque autour de l’œuvre de Pablo Picasso à l’occasion du centenaire de sa naissance.
Pendant cinq ans, il est metteur en scène résident à l'Opéra de Paris dans l'équipe de Rolf Liebermann puis, jusqu’en 2004, dans celle d'Hugues Gall à l’Opéra Bastille et au Palais Garnier. Légataire de la mise en scène de Giorgio Strehler pour Le nozze di Figaro, il remonte cette production pendant près de trente ans sur la scène nationale.
Dans les années 1980, il assume en tant qu'administrateur général la restructuration de l'Opéra du Nord, en conservant la direction générale de l’Opéra de Lille, favorisant ainsi l’autonomie de l'Atelier lyrique de Tourcoing et celle du ballet du Nord de Roubaix. À l'Opéra de Lille, il crée une troupe de jeunes chanteurs confiés à Suzanne Sarroca. Il invite des artistes et des créateurs comme Roland Topor, Richard Dembo, Frank Margerin, Péter Eötvös, Robert Fortune ou le cinéaste Robert Altman. Son amitié avec ce dernier l’amène à collaborer à certains de ses films ou de ses mises en scène théâtrales.
À la fin des années 1980 il invente un nouveau système d'éclairage utilisant la seule lumière de la pleine lune et construit un théâtre laboratoire, le théâtre de la Pleine Lune, en collaboration avec Peter Rice, ingénieur de structures, dont la maquette est exposée à la Royal Academy de Londres, ainsi qu’à Lisbonne et à Dublin. Dans ce cadre, il participe à l'élaboration et au lancement d'une émission sur l'astronomie, la Nuit des étoiles filantes, diffusée en direct depuis son théâtre laboratoire dans les Cévennes. À cette occasion, il reçoit Buzz Aldrin en 1994, pour le 25e anniversaire de la mission Apollo 11, entouré d’astrophysiciens, d’astronautes et en liaison duplex avec la station Mir. Toujours dans le cadre de ses recherches, il anime avec Peter Rice un atelier à la Philadelphia School of Architecture.
En 2001 il participe à l'hommage à Boris Kochno, organisé à l'Opéra de Paris, salle Garnier, en mettant en scène Mavra d'Igor Stravinski, l'une des trois œuvres présentées à cette occasion.
Attaché ensuite au projet de création de la fondation Théâtres de Pleine Lune (Full Moon Theatre Foundation), Humbert Camerlo réalise, en juillet 2010, la première expérimentation ouverte et avec le public du système d’éclairage lunaire en Languedoc-Roussillon. Des projets sont à l’étude au Moyen-Orient, en Australie, au Pérou ainsi qu’aux États-Unis.
À l'automne 2011 Humbert Camerlo réalise de nouveau la mise en scène de la production emblématique des Noces de Figaro à l'Opéra national de Paris, qui sera reprise à l'automne 2012,.
Engagé dans la transmission du métier à de jeunes artistes, il dirige plusieurs Masters Classes notamment dans le cadre de la compagnie « Operacting ».
Humbert Camerlo meurt le 22 juillet 2020 à l’âge de 76 ans des suites d’une longue maladie. Son fils Alexandre est lui aussi scénographe et metteur en scène de théâtre et d'opéra.

## Carrière

### Créations et mises en scènes originales[12]
- Le Château de Barbe-Bleue de Béla Bartók – Opéra de Lyon (1964 et 1967), Opéra de Paris (1980)
- Symphonie de danse de Jean-Guy Bailly – Opéra de Lyon (1966)
- Erwartung d'Arnold Schönberg – Opéra de Lyon (1967), Maisons de la Culture de Bourges et Grenoble (1968), Opéra-Comique (1969 et 1980)
- Die glückliche Hand d'Arnold Schönberg – Opéra de Lyon et Maisons de la Culture de Bourges et Grenoble (1968)
- Begleitungsmusik zu einer Lichtspielscene d'Arnold Schönberg – Opéra de Lyon (1968), Opéra-Comique (1969)
- A Survivor from Warsaw d'Arnold Schönberg – Opéra de Lyon (1969)
- The Rake's Progress d'Igor Stravinsky – Opéra de Nantes (1969)
- Lohengrin de Richard Wagner – Opéra de Timișoara (1969)
- Tannhäuser de Richard Wagner – Opéra de Nantes (1969)
- Carmen de Georges Bizet – Opéra de Nantes (1969)
- Le Baron Tzigane de Johann Strauss fils – Opéra de Nantes (1969)
- Tosca de Giacomo Puccini – Opéra de Nantes (1970)
- Dialogues des carmélites de Francis Poulenc – Opéra de Nantes (1970)
- Mireille de Charles Gounod – Opéra de Nantes (1970)
- L'Heure espagnole de Maurice Ravel – Maison de la Culture de Grenoble (1970), Opéra de Lille (1985)
- Les Espagnols à Venise de René Leibowitz et Georges Limbour – Maison de la Culture de Grenoble (1970), Opéra de Lille (1985)
- Ciboulette de Reynaldo Hahn – Opéra de Nantes (1970)
- La Veuve joyeuse de Franz Lehár – Théâtre municipal de Grenoble (1971)
- The Me Nobody Knows de Gary Friedmann – Théâtre Montparnasse (1971)
- Cami-Camerlo (tiré de Pour lire sous la douche d'Henry Cami) – Théâtre de Poche du Vieux-Lyon (1971)
- La Fille de madame Angot de Charles Lecocq – Théâtre municipal de Grenoble (1972)
- Eugène Onéguine de Tchaïkovski – Opéra du Rhin (1975)
- Pagliacci de Leoncavallo et Cavalleria rusticana de Mascagni – Opéra du Rhin (1976)
- Intégrale Erik Satie et Socrates d'Erik Satie – Salle Favart (1978)
- Der Jahreslauf de Karlheinz Stockhausen – Salle Favart (1979)
- Hommage à Picasso (pour le centenaire de sa naissance) – Fête de l'Humanité (1981)
- L'elisir d'amore de Gaetano Donizetti – Opéra de Montréal (1981)
- Le nozze di Figaro de Mozart – Opéra de Montréal (1983)
- Mavra d'Igor Stravinsky – Grand Théâtre de Genève (1984), Opéra de Paris (2001)
- Don Pasquale de Gaetano Donizetti – Opéra de Montréal (1985)
- Les Mamelles de Tirésias de Francis Poulenc – Opéra de Lille (1986)
- Simone Boccanegra de Giuseppe Verdi – Grand Théâtre de Genève (1991), Opéra de Montpellier (1992)
- Édredon Ier, roi de la lune d'Humbert Camerlo – Théâtre de la Pleine Lune (1993)
- Attila de Giuseppe Verdi – Opéra de Montpellier (2002)
- La Farce de maître Pathelin d'Henry Barraud – Opéra de Lyon (2002), Opéra de Montpellier (2003)

### Reprises de mises en scène
- La Damnation de Faust de Hector Berlioz – Opéra de Monte-Carlo (1966)
- Faust de Charles Gounod, Opéra de Monte-Carlo (1967)
- The Saint of Bleeker Street de Gian Carlo Menotti (Schippers, Menotti, Daydé) – Opéra de Lyon et festival de Spoletto (1969)
- Don Giovanni de Mozart :
  - 1977 : Opéra Garnier (Peter Maag)
  - 1979 : Opéra Garnier (Sikvio Varviso)
- La Cenerentola de Gioachino Rossini (Gomez, Martinez) – Opéra Garnier (1978)
- Le nozze di Figaro de Mozart mise en scène de 1973 de Giorgio Strehler
  - 1978 : Opéra Garnier (Gary Bertini)
  - 1979 : Opéra Garnier (sir John Pritchard)
  - 1980 : Opéra Garnier (Christoph Von Dohnanyi, sir Georg Solti)
  - 1982 : Opéra Garnier (Ralph Weikert)
  - 1994 : Opéra Bastille (Yvan Fischer/Stuart Bedford)
  - 1997 : Opéra Bastille (James Conlon)
  - 2001 : Opéra Bastille (Armin Jordan)
  - 2002/2003 : Opéra de Paris- Bastille (Stephane Denève)
  - 2010/2011 : Opéra Bastille (Philippe Jordan)
- Simone Boccanegra de Giuseppe Verdi (Nello Santi) – Opéra Garnier (1979)
- La Bohème de Giacomo Puccini :
  - 1979 : Opéra Garnier (Giuseppe Patane)
  - 1980 : Opéra Garnier (Nello Santi)
  - 1982 : Opéra Garnier (Alain Lombard)

### Assistanats à la mise en scène
- Der Rosenkavalier de Richard Strauss (Lombard –Merill- O’Hearn) – Opéra du Rhin (1974)
- Don Carlos de Giuseppe Verdi (Lombard- Merill-Businger) – Opéra du Rhin (1975)
- Salome de Richard Strauss (Lombard–Merill–Businger) – Opéra du Rhin (1975)
- Le Comte Ory de Gioachino Rossini (Plasson-Dhéry-Daydé) – Opéra-Comique (1976)
- Platée de Jean-Philippe Rameau (Plasson-Ronse-Montrésor) – Opéra-Comique (1977)
- La Cenerentola de Gioachino Rossini (Lopez-Cobos-Rosner-Schoendorff) – Opéra Garnier (1977)
- Simone Boccanegra de Giuseppe Verdi (Abbado-Strehler-Frigerio) – Opéra Garnier (1978)
- L'incoronazione di Poppea de Claudio Monteverdi (Rudel–Rennert–Varona) – Opéra Garnier (1978)
- La Trilogie de la villégiature de Carlo Goldoni (Strehler–Frigerio) – Odéon-Comédie-Française (1979)
- Boris Godounov  de Modeste Moussorgski (Raytcheff-Losey-Aillaud) – Opéra Garnier (1980)
- Parsifal de Richard Wagner (Stein- Liebermann-Ionesco) – Grand-Théâtre de Genève (1982)
- L'Illusion comique de Pierre Corneille (Strehler Frigerio) – Odéon-Théâtre de l’Europe (1984)
- The Rake's Progress d'Igor Stravinsky (Eotwoch-Altman) – Opéra de Lille (1986)

### Travaux divers
- Conception d’un « jardin d’optique » et réalisation d’un théâtre de tanagra[Quoi ?] destiné à la Maison de la magie de Blois (1992)
- Tournage d’un film d’entretiens avec Rolf Liebermann (1992-1994)
- Étude Fedora pour l’assemblée des régions d’Europe sur l’impact économique des Opéras en Europe (1995-1996)
- Conception et réalisation de prototypes de collecteurs de lumière (1991-2007)